# Eupithecia dechkanata
Eupithecia dechkanata är en fjärilsart som beskrevs av Mironov 1989. Eupithecia dechkanata ingår i släktet Eupithecia och familjen mätare. Inga underarter finns listade i Catalogue of Life.